# Шушинская епархиальная школа
Шушинское епархиальная школа (арм. Շուշիի թեմական հոգևոր դպրոց) - среднее учебное заведение в городе Шуши. Работал с перерывами с 1838 по 1920 год. Средний срок обучения составлял 9 лет.

## Исторический обзор
Школа была открыта 22 июня 1838 года.
В ноябре 1852 года по указанию Нерсеса Аштаракецуи школа была закрыта. Католикос разрешил вновь открыть школу через три года, в ноябре 1855 года. В 1860 году учебное заведение было передано попечителям, избранным Шушинским обществом. Попечительству удалось значительно улучшить финансовое положение школы.
В школе начали происходить большие перемены, когда католикос Матевос по просьбе жителей Шуши в 1863 году назначил школьным инспектором Петроса Шаншяна, уже известного из-за деятельности в Нерсисянском училище в Тифлисе. Помощником последнего был Перч Прошян, преподававший там армянский язык, армянскую литературу и национальную историю. Усилиями Шаншяна и Прошяна епархиальная школа Шуши переживала период расцвета, став трехклассным учебным заведением, разделенным на две приходские школами. В это время было изменено и название школы: теперь она стала называться Национальной духовной школой им. Егише в честь армянского историка V века Егише.
В 1877-1878 годах Шушинским епархиальным инспектором был доктор философии, впоследствии редактор издававшейся в Ереване газеты «Псак», общественный деятель Васак Пападжанян .
Школа была закрыта в 1903 году и вновь открыта осенью 1905 года. В 1908-1910 годах стараниями инспектора Аветика Тер-Погосяна учебное заведение приобрело более совершенный вид. Однако в 1920 году после Шушинской резни, в ходе которой была уничтожена армянская часть города, епархиальная школа прекратило свое существование.

## Количество учеников
- 1838 - 20[4]
- 1870 - 158
- 1893 - 492
- 1909 - 374

## Известные преподаватели
Петрос Шаншян, Перч Прошян, Хорен Степане, Газарос Агаян (1881-1882), Седрак Мандинян, Саак Манвелян и др.

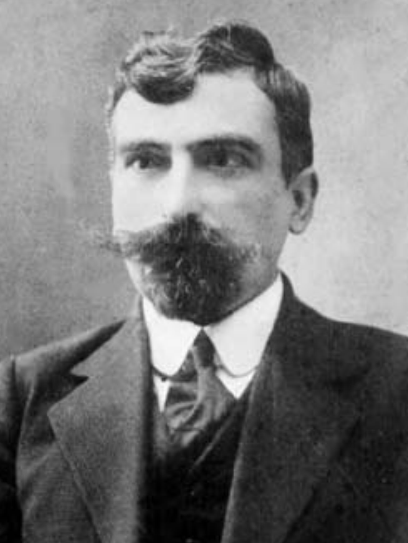
Арам Манукян

## Предметы
Преподавались армянский язык, русский язык, персидский язык, арифметика, религия, история и пение. Седрак Мандинян впервые ввел предмет педагогики, и из выпускников четвертого класса был сформирован специальный педагогический класс, который готовил учителей для местной приходской школы.

## Известные ученики
Арам Манукян, Аршак Атян, Бахши Ишханян, Гарегин I Овсепян, Григор Нерсисян, Лев, Акоп Ханларян, Акоп Ованнисян, Мурацан, Никол Думан, Согомон Мелик-Шахназарянц, Степан Агаджанян, Вагарш Вагаршян, Вардан Абовян, Тмблачи Хачан, Вана Ишхан и др.

## Пресса
- «Арарат», 1871, Т. страницы 295-301; 349-351. 1873 г., Х. стр. 310-312. 1888 г., Т. стр. 866-885. 1893 г., стр. 866-885.
- «Новая школа», 1909, № 1, стр. 89. 1909, № 6-7, стр. 149. 1913, № 4, стр. 52-64. 1913, № 5, стр. 63-72. 1913, № 6, стр. 61-63. 1913, № 7, стр. 11-18.